# Tounfite
Tounfite (franska: Tounfite (CR), Tounfite (Commune Rurale), arabiska: سيدي يحيى اويوسف) är en kommun i Marocko.   Den ligger i provinsen Midelt och regionen Drâa-Tafilalet, 230 km sydost om huvudstaden Rabat. Antalet invånare är 5 028.